# Stafford (district)
Stafford is een Engels district in het shire-graafschap (non-metropolitan county OF county) Staffordshire en is 598 km² groot.

## Plaatsen in district Stafford
- Woodseaves

## Civil parishesin district Stafford
Adbaston, Barlaston, Berkswich, Bradley, Brocton, Chebsey, Church Eaton, Colwich, Creswell, Doxey, Eccleshall, Ellenhall, Forton, Fradswell, Fulford, Gayton, Gnosall, Haughton, High Offley, Hilderstone, Hixon, Hopton and Coton, Hyde Lea, Ingestre, Marston, Milwich, Norbury, Ranton, Salt and Enson, Sandon and Burston, Seighford, Standon, Stone, Stone Rural, Stowe-by-Chartley, Swynnerton, Tixall, Weston, Whitgreave.